# St. Nikolaus (Rettenbach)

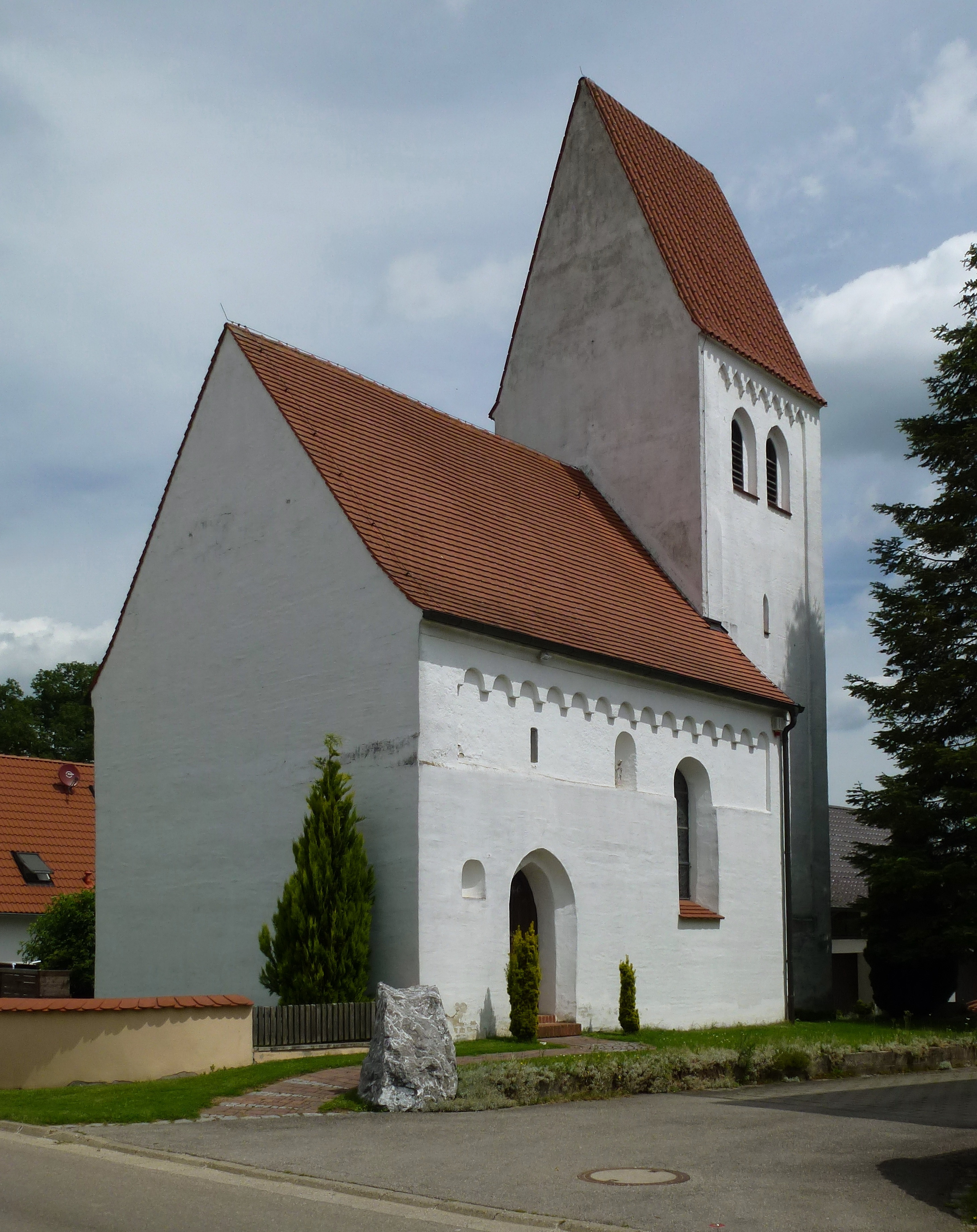
St. Nikolaus in Rettenbach

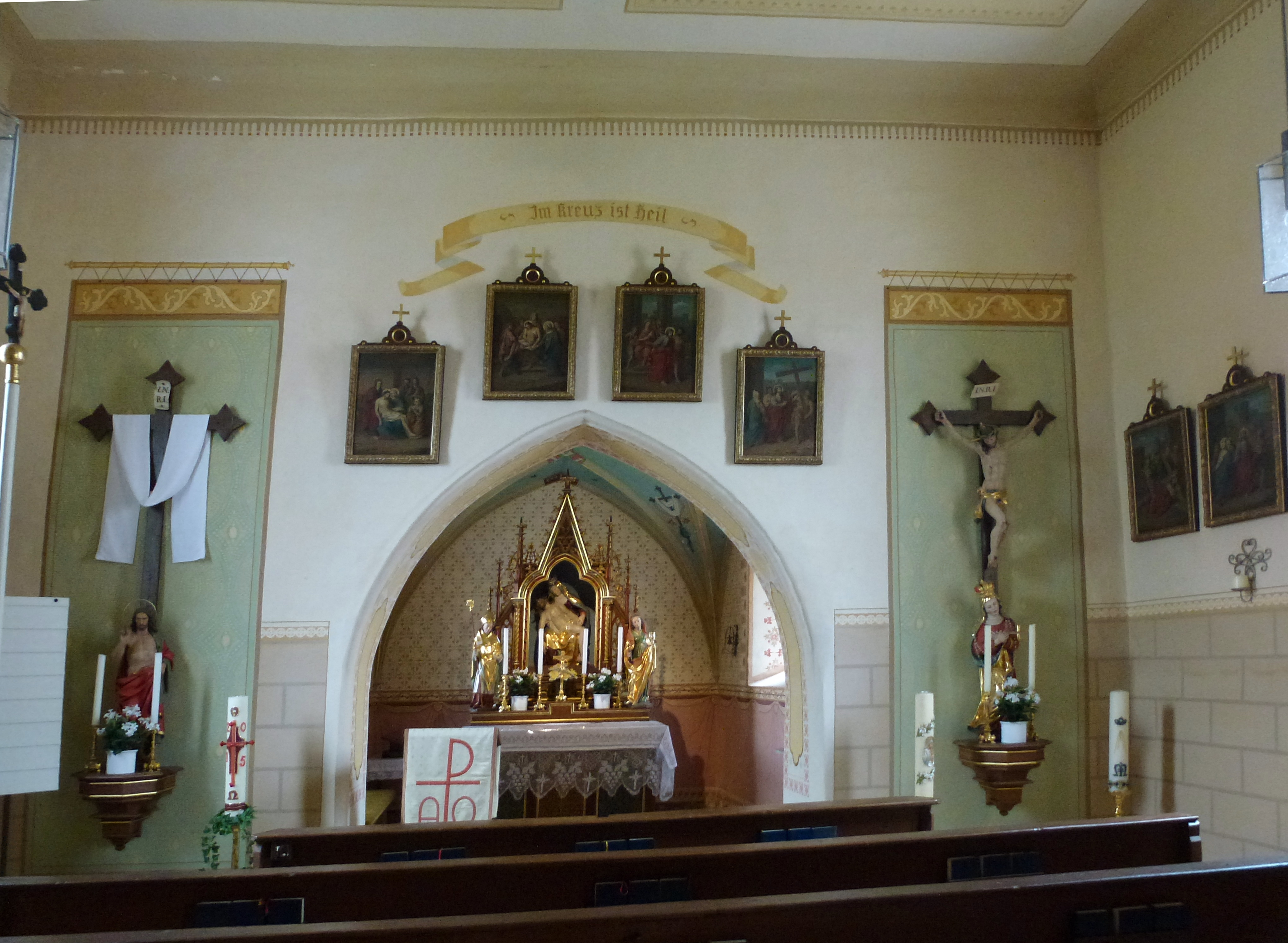
Innenraum

Die römisch-katholische Filialkirche St. Nikolaus steht in Rettenbach, einem Gemeindeteil von Vierkirchen im oberbayerischen Landkreis Starnberg. Sie ist in der Liste der Baudenkmäler in Vierkirchen (Oberbayern) unter der Nr. D-1-74-150-14 eingetragen. Die Kirche gehört zum Dekanat Dachau des Erzbistums München und Freising.

## Beschreibung
Die frühgotische Saalkirche wurde nach 1300 erbaut und am Ende des 17. Jahrhunderts verändert. Sie besteht aus dem Langhaus und dem Chorturm auf quadratischem Grundriss im Osten, in dessen Glockenstuhl zwei Glocken hängen.
Der Innenraum des Langhauses ist mit einer Flachdecke überspannt, der des Chors, d. h. das Erdgeschoss des Chorturms, mit einem Sterngewölbe. In den Gewölbezwickeln sind die Arma Christi zusammen mit einem Kreuz und Blumen dargestellt. Die barocke Pietà in dem neogotischen Altaraufsatz wird von Skulpturen des Kirchenpatrons Nikolaus von Myra und der Maria Magdalena flankiert. Die Glasmalereien im Chor wurden 1892 von Joseph Peter Bockhorni angefertigt.